# فرانسیس گری پاورز
فرانسیس گری پاورز (انگلیسی: Francis Gary Powers; ۱۷ اوت ۱۹۲۹ – ۱ اوت ۱۹۷۷) یک خلبان اهل ایالات متحده آمریکا بود. او هنگامی که در استخدام سازمان سیا بود در یک مأموریت شناسایی در حریم هوایی اتحاد جماهیر شوروی در تاریخ اول مه ۱۹۶۰ که خلبانی یک فروند هواپیمای لاکهید یو-۲ را برعهده داشت که توسط یک موشک اس-۷۵ دوینا هواپیمایش سرنگون شد ولی زنده ماند و توسط نیروهای شوروی دستگیر و زندانی شد.
پس از این رویداد، گری پاورز در ۱۰ فوریه سال ۱۹۶۲ با یک جاسوس اتحاد جماهیر شوروی به نام رودلف ایبل که توسط اف‌بی‌آی دستگیر شده بود معاوضه شد. فیلم سینمائی پل جاسوس‌ها ماجرای این واقعه را شرح می‌دهد.